# 釜石環状列石

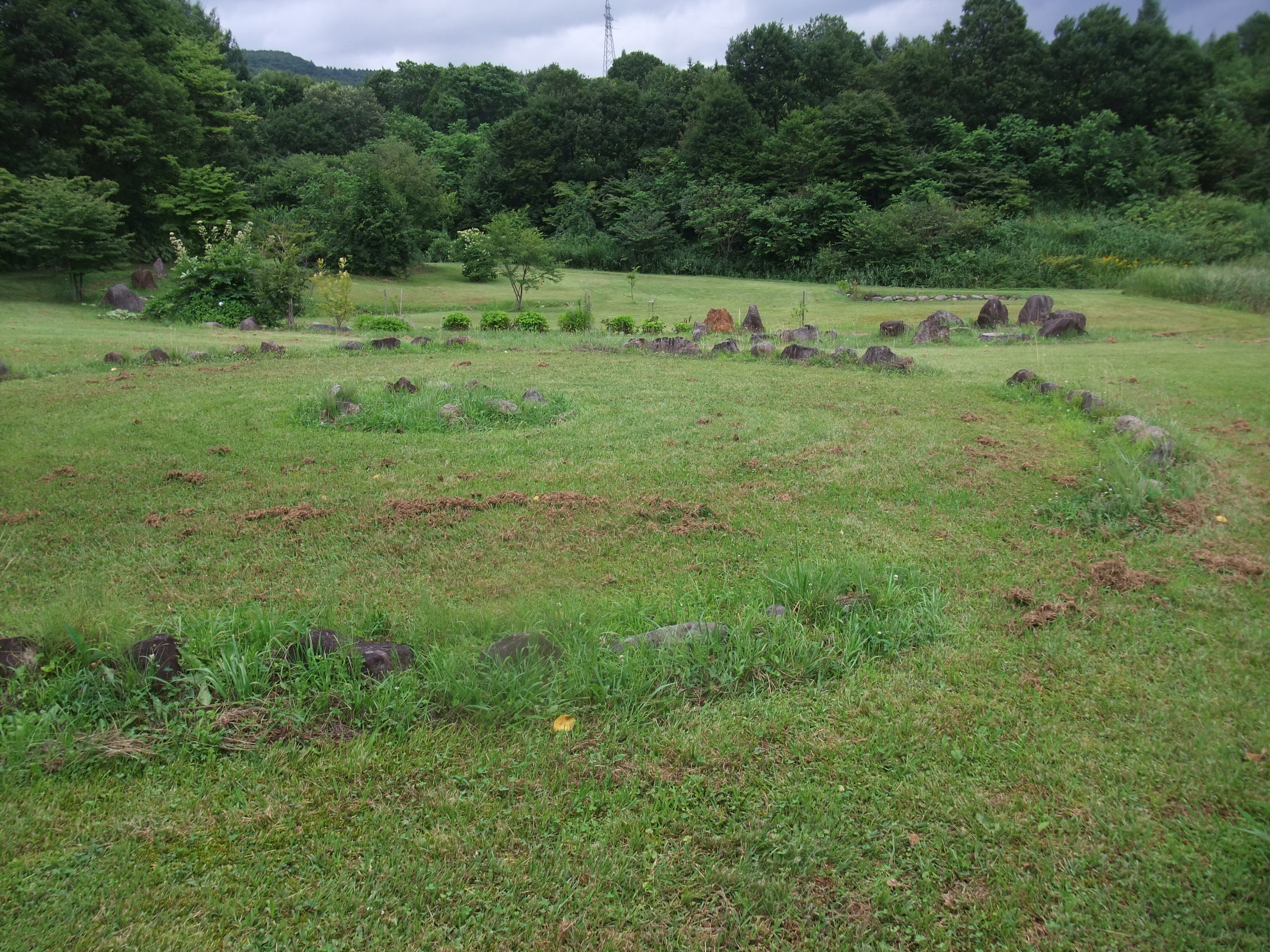
釜石環状列石のレプリカ

釜石環状列石（かまいしかんじょうれっせき）は、岩手県八幡平市柏台（旧・松尾村寄木字畑、通称釜石地区）にあるストーンサークルである。発掘現場は埋め戻され松林となっており、現在隣接するさくら公園に一部レプリカが復元されている。

## 概要
昭和28年に発掘調査された同遺跡は、縄文末期の人々によって作られ、環状列石群の中央のものは直径12mもある大型なもので、その中央には火を炊いた後がある直径1.5mの石囲いがある。北側には縦横2mの石を敷き詰めた祭壇状の張り出しがある。祭壇状の石敷きに立ち真南を見ると、中央部の石組みの延長上に岩手山の山頂部が見通せた。さらに周囲には、衛星のように直径3m程度の小型の環状列石が配置されていた。少なくとも大小7基の環状列石が確認された。この現場写真の一部や資料は八幡平市歴史民俗資料館に所蔵展示されている。環状列石の周囲には住居跡が発見され、さらにその付近からは土器、土偶、土版、石版、石器などが発見されている。これらは縄文晩期の亀ヶ岡式土器であるという。
発見者は柏台地区の工藤栄三郎で、松尾鉱山小学校屋敷台分校在学中の昭和15年4月に発見した。最初は不思議な物としか思っていなかったが、樺山環状列石の発見により当時を思い出し、昭和26年工藤によってさらなる調査が行われた。石器や土器が出るので巨石記念物であると思った工藤は、現地は耕地のため早期に調査をしないと除去されることを危惧し、慶應義塾大学の江坂輝弥教授に現場写真を添付した。昭和27年8月、岩手県教育課と江坂教授が調査を行い、さらに11月岩手県文化財専門委員である岩手大学教授の板橋源と、慶應義塾大学の松本・江坂教授による予備調査が行われた。さらに昭和28年5月発掘調査が実施され、巨石記念物や住居遺跡の発掘が実施された。
2012年個人が所有する土偶の下半身部分と、慶應義塾大学に保存されていた土偶の上半身部分がぴたりと接合することが分った。これは、岩手県立博物館専門学芸員の八木勝枝が発見、確認したもので、2012年7月14日から盛岡市県立博物館の「土偶まんだら展」で一般公開された。発掘から半世紀を超えて接合が確認されたものは珍しく話題となった。土偶は上下を合わせると、身長24cmともなった。
発掘された土器や石器、土偶は地元に返還される予定であったが、2017年に慶應義塾大学より返還され、岩手県八幡平市博物館で企画展「おかえり松尾釜石環状列石」が行われる。

## リンク
- 八幡平市グリーンツーリズム

座標: 北緯39度55分18.9秒 東経140度58分43.8秒 / 北緯39.921917度 東経140.978833度